# Асиновська
Асиновська (рос. Ассиновская) — станиця у Сірноводському районі Чечні Російської Федерації.
Населення становить 11 004 осіб (2020). Входить до складу муніципального утворення Асиновське сільське поселення.

## Історія
Згідно із законом від 13 лютого 2009 року органом місцевого самоврядування є Асиновське сільське поселення.

## Населення
| 1939    | 1959    | 1970    | 1979    | 1990    | 2002    | 2010    |
| ------- | ------- | ------- | ------- | ------- | ------- | ------- |
| 6004    | ↗7314   | ↗7492   | ↘7020   | ↘6969   | ↗10 248 | ↘10 184 |
| 2012    | 2013    | 2014    | 2015    | 2016    | 2017    | 2018    |
| ↗10 384 | ↗10 570 | ↗10 697 | ↗10 851 | ↗10 903 | ↗10 953 | ↗10 993 |
| 2019    | 2020    |         |         |         |         |         |
| ↘10 992 | ↗11 004 |         |         |         |         |         |